# Магерки
Магерки — один з історичних районів Ніжина. Розташований на правому березі річки Остер в західній частині міста. В цьому районі розташовані Ніжинський драматичний театр, Графський парк, Воздвиженська церква. За часів Миколи Гоголя цей район був передмістям Ніжина, що розпочинався від Черніговського шляху (нині вул. Чернігівська) і міської греблі, та простягався по течії Остра до Овдіївської греблі.
Мешканці Магерок займалися сільським господарством і частково ремеслом — виготовляли вовняні, з закрученими полями у формі казанків, подібні до брилів, капелюхи «магерки».
За іншим поясненням назви околиці та вулиці Широкомагерської дістали свої назви ще за часів літописної згадки про Ніжин. У міжусобній війні 1147 року на боці Київського князя Ізяслава брав участь Геза II зі своїм 10-тисячним військом. За переказами військо угорського князя стало табором на Кручі. Угорські воїни носили білі шапки, що звалися магірками. Згодом назва бриля перейшла до району міста.
У часи Гоголя, куди майбутній письменник любив ходити на різні народні гуляння, простягалися вздовж вузенької вулички. Лише в другій половині XIX ст. вуличку розширили і вона одержала сучасну назву — Широкомагерська.
У XVIII ст. на околиці Магерок діяли 9 вітряків і цегельня. У 1775 р. тут збудували Хресто-Воздвиженську церкву зі школою при ній. Зі Старим містом Магерки злилися напочатку XIX ст. коли почав втілюватился план забудови Ніжина затверджений в 1803 р.
1820 року в цій місцевості відкрила свої двері Ніжинська гімназія вищих наук кн. Безбородська, яку згодом було реорганізовано в Ніжинський державний університет імені Миколи Гоголя.

### Ніжинський (Магерський) скарб
У 1852 р. між Магерками і хутором Бобрик, під час оранки знайдено найбільший скарб монет Київської Русі — срібників Володимира та Святослава, Цей скарб налічував понад 200 монет 7 типів, 179 з яких збереглися.